# Операція «Сервал»
Операція «Сервал» (фр. Opération Serval) — антитерористична операція французьких збройних сил у Малі проти радикальних ісламістських угруповань. Інтервенція здійснена на прохання уряду країни з метою зупинити просування ісламських екстремістів у напрямку столиці Бамако і, в результаті, звільнити від них північ країни. Терміни закінчення операції не встановлені, французьке керівництво називає різні варіанти: від «декількох тижнів» (міністр закордонних справ Лоран Фабіус) і «доти, поки в цьому буде необхідність».
За словами міністра оборони Франції Жан-Ів Ле Дріана: «… вартість операції Serval на даний момент (24 січня 2013) становить 30 млн євро.». Наприкінці лютого 2013 року вартість операції зросла до «трохи більше 100 млн євро».

## Передумови
Ісламістські угрупування, що нині діють на півночі Малі (та в Північній Африці), умовно, з'явились внаслідок безладу в Алжирі в 1990-ті роки. Після вигнання з Пакистану, колишні алжирські бойовики-моджахеди повернулись з Афганістану в країну, де уряд не визнав перемогу на виборах Ісламського фронту Front Islamique du Salut (FIS).
З плином часу, Аль-Каїда в Магрибі (AQIM), поглинула мережі різних збройних угрупувань, та створила Ансар Дайн і Рух за Тавхід і Джихад у Західній Африці (MUJWA) — які зараз беруть участь в боях проти французького контингенту. Ці угрупування змогли отримати зброю з Лівійських та Малійських складів, зводили оборонні споруди використовуючи техніку, яку на тлі заворушень покинули іноземні компанії, та фінанси, отримані як викуп за заручників. Як наслідок, центральні органи влади втратили контроль над північчю Малі, а ісламістські угрупування змогли встановити шаріат і оголосити про створення незалежного ісламського емірату.
Ці події привернули увагу міжнародного руху джихадистів. В пошуках пригод і джихаду до країни стали подорожувати молоді люди. Франція, істотна кількість мешканців якої походженням з цієї колишньої колонії, була особливо занепокоєна таким розвитком подій.

## Хід бойових дій
Окрім Французьких військових, в бойових діях беруть участь і бійці загонів спеціального призначення Великої Британії. Вони надають підтримку і поради малійським військовим а також координують дії з винищувачами, бомбардувальниками і військовими гелікоптерами французьких ВПС.

### Початок
Операція почалася 11 січня 2013 роком з нанесення удару з повітря по колоні повстанців близько Севаре. 12 січня сотні французьких вояків були задіяні в операції в Малі. За підтримки французьких сил малійська армія змогла відновити контроль над містом Кона у центральній частині Малі у вузькому «перешийку», що відділяє контрольований ісламістами північний схід країни від контрольованого урядовими військами півдня. В ході операції французи втратили вбитими одного пілота збитого повстанцями вертольота «Газель», який отримав важкі поранення від легкої стрілецької зброї. Поранення отримали також ще два французьких пілота. Також французьких спеціальні підрозділи були задіяні в околицях міста Мопті. Одночасно французькі підрозділи стали займати позиції в околицях Бамако для захисту столиці.
Інтенсивний і запеклий опір з боку повстанців виявився несподіванкою для французів. За визнанням французьких офіційних осіб, загони ісламістів добре організовані і озброєні найсучаснішою зброєю, яку вони отримали з Лівії.
Згідно із заявою представника «Ансар ад-Дін», удари французької авіації призвели до загибелі і поранень безлічі мирних жителів — старих, жінок і дітей. За даними міжнародної правозахисної організації Human Rights Watch жертвами бойових дій в місті Кона стали 10 мирних жителів.
За неперевіреними даними французька авіація 13 січня бомбила позиції ісламістів по обох берегах Нігера. Згідно з джерелами в угрупованні «Ансар ад-Дін» головні напрямки ударів французьких сил націлені на три пункти: Кона, Дуенца і Лере. Дуенца, де концентрувалися бойовики, піддалася бомбардуванню французької авіацією вночі 12 січня. 13 січня чотири винищувачі «Рафаль» завдали удар по позиціях повстанців В околицях міста Гао, розташованому в північній частині Малі, що знаходиться під контролем повстанців з квітня 2012. Метою нальоту були тренувальні табори і склади ісламістів. Також в результаті авіаудару була повністю зруйнована військова база малійської армії в околицях Лері, яку з весни 2012 року займали повстанці.
Станом на 13 січня, за повідомленням міністра оборони Франції Жан-Ів Ле Дріана, в Малі висадилися 550 французьких вояків, за підтримки з повітря вертольотів «Газель» і винищувачів «Міраж» і «Рафаль».
14 січня повстанці здійснили контрнаступ на Бамако і захопили місто Діабалі, що знаходиться за 400 кілометрів від столиці Малі. Поруч з містом розташовується одна з ключових військових баз малійської армії. За свідченням представника збройних сил Малі, бойовики почали наступ на Діабалі з території Мавританії вже після того, як зазнали нальоту французької авіації. За словами міністра оборони Франції Жан-Ів Ле Дріана, французькі підрозділи «зуміли зупинити просування ісламістів на схід» і «основні бої тепер ведуться на заході країни».
Про можливу підтримку дій французької армії 14 січня заявив представник «Національного руху за звільнення Азаваду» Муса аг Асарід. Однак він зазначив, що туареги проти вступу малійської армії на територію щойно проголошеної держави «без укладення попередньої угоди».

### Наступ на північ
15 січня французький спецназ розпочав штурм стратегічного важливого міста Маркала, офіційно захопивши його 19 січня. Французькі і малійські війська почали великий наступ на Північ Малі 16 січня
16 січня Французькі військові, при підтримці малійських військових, вступили у вуличні бої з бойовиками в місті Діабалі, куди раніше вирушила колона з 30 французьких бронетраспортерів. 21 січня Малі війська, за допомогою французької авіації, заволоділи містом
18 січня французькі і малійські війська захопили Кона.
25 січня об'єднані французькі і малійські війська захопили місто Гомборі, в 100 км на південь від Гао. Французькі війська бомбили також ісламістських військ і їхні термінали біля Гао. Це призвело до знищення двох ісламістських терміналів палива і зброї
26 січня французькі війська захопили аеропорт в Гао, а також захопили міст Вабарі через річку Нігер у Гао 24 січня прем'єр-міністр Франції Жан-Марк Айро заявив, що Франція продовжуватиме військову операцію в Малі і не має наміру залишатися на півночі країни. Водночас у міністерстві оборони Франції зазначають, що головної мети військової операції французів в Малі досягнуто. Наступ терористів зупинено і тепер французькі війська готують умови для переходу в наступ на півночі Малі урядових військ та підрозділів контингенту ЕКОВАС — MISMA.
Того ж дня, 24 січня, малійські ісламісти підпалили бібліотеку у м. Тімбукту, в якій зберігається кілька тисяч безцінних старовинних манускриптів. Однак інформація про це була отримана лише у понеділок, 28 січня, від глави відділу комунікації мерії міста.
28 січня французькі та малійські війська взяли під контроль аеропорт у ключовому місті на півночі Малі — Тімбукту.
31 січня французькі військові встановили контроль над містом Кідаль на північному сході Малі, останньому місті, яке донедавна контролювали радикальні ісламісти.
Ісламісти відступили до Адрар-Іфорас, безплідне високогір'я на північному сході Малі. Знання та контроль над місцевими джерелами води грає життєво важливу роль в триваючому конфлікті в цій області. 19 лютого, Франція почала нову операцію (Пантера), з метою придушення опору у регіоні.
8 лютого відбувся перший з часу початку французької інтервенції теракт. Смертник підірвав себе на посту малійської армії за сто кілометрів на північ від Гао. Один солдат був поранений. У цей же день малійські частини провели операцію проти елітних підрозділів армії Малі, так званих «червоних беретів», які залишилися вірними поваленому президентові Амаду Тумані Туре. «Червоні берети» дислокувались у військовому містечку, біля Бамако, і, як повідомляють в міністерстві оборони Малі, відмовлялися брати участь у боях з ісламістами. Після зіткнення були постраждалі з обох боків і серед цивільного населення.
10 лютого ісламісти влаштували ще один теракт на тому ж місці, де і перший. Постраждала одна людина. Відповідальність за обидва теракти «Рух за єдність і джихад в Західній Африці» 10 лютого в неділю вчинила атаку на Гао. Бойовики змогли досягти центру міста, укріпитися в житлових будинках і поліцейській дільниці. Бої йшли весь день. У понеділок вранці французька авіація розбомбила поліцейський відділок, а малійським частинам довелося перевіряти квартали міста.
19 лютого франко-малійські сили проводили операцію на півночі країни, в гористій місцевості Адрар-Іфорас. У боях було ліквідовано 20 ісламістів, авіація розбомбила склади зі зброєю. У перестрілці загинув французький сержант. Він став другим вбитим ісламістами французьким солдатом в Малі з початку інтервенції.
21 лютого «Рух за єдність і джихад в Західній Африці» в черговий раз атакувало Гао. Ісламісти атакували місто в ніч з середи (20 лютого) на четвер. Вони зайняли мерію і резиденцію губернатора. У четвер і п'ятницю малійці і французи намагалися вибити супротивників. Були задіяні французькі вертольоти. В ході перестрілки постраждала будівля суду, в якому сталася пожежа. В іншій частині країни, недалеко від міста Кідаль, бойовики тієї ж угруповання влаштували теракт. Терорист-смертник підірвався в автомобілі поряд з військовим табором, де розташувалися війська Франції і Чаду. Поранені два мирних жителя.
23 лютого війська міжнародної коаліції, що продовжили бойові дії проти ісламістів на плоскогір'ї Адрар-Іфорас, в результаті бою із загонами супротивника загинули до 65 бойовиків. Також було вбито 13 солдатів армії Чаду, що стало найбільшою втратою іноземних сил в Малі.
Президент США Барак Обама оголосив 22 лютого 2013 про те, що близько 100 американських
військових вже відправлені в Нігер, сусідню з Малі країну, для того щоб допомогти міжнародним силам в Малі. Американський загін повинен буде встановити військово-повітряну базу в столиці Ніамей, звідки буде можливо здійснювати спостереження за терористичними групами. Інформацією США будуть ділиться з воюючими в Малі державами.
24 лютого, 28 ісламістів і десять вояків Чаду загинуло під час бойових дій в горах Адрар-Іфорас в північній частині Малі
26 лютого, начинений вибухівкою автомобіль вибухнув у місті Кідаль на контрольно-пропускному пункті MNLA. Щонайменше 7 бійців MNLA разом з терористом-смертником загинули в результаті нападу.

### Операція "Бархан"
Продовженням операції "Сервал" стала Операція "Бархан" (2013-2021), що поширилася, крім Малі, ще на чотири держави — Мавританія, Буркіна-Фасо, Нігер і Чад.

## Міжнародна реакція
Операція французьких військ у Малі отримала підтримку як з боку союзників Франції по НАТО, так і з боку африканських країн. Міністр закордонних справ Німеччини Гідо Вестервелле спростував проголошену ЗМІ участь в операції підрозділів Бундесверу, проте він привітав той факт, що малійська армія, за підтримки Франції, змогла зупинити просування ісламістів.
17 січня 2013 року, країни ЄС прийняли рішення про започаткування в Малі військово-навчальної місії. Брюссель прискорив свої дії у зв'язку з наступом ісламістських бойовиків з півночі країни. За кілька тижнів Євросоюз планує вислати до цієї країни 200 військових інструкторів і 250 військовослужбовців для їхньої охорони. Про готовність надіслати військових інструкторів повідомила, зокрема, Польща. Велика Британія також оголосила про намір відправити у Малі і Західну Африку близько 350 військових, які займатимуться підготовкою армії Малі. Серед військових — близько 40 британських військових радників, які тренуватимуть солдатів Малі, і майже 200 військових, яких відправлять у сусідні з Малі країни для тих же цілей.
Натомість, Президент Єгипту Мухаммед Мурсі висловився проти воєнного втручання Франції в Малі. За його словами, дії Франції створять нову «гарячу точку» в конфлікті, який відділяє арабську північ від африканських сусідів на півдні. Проти військової інтервенції висловився і брат лідера Аль-Каїди, Мухаммед Аль-Завахірі, на демонстрації в Каїрі: «якщо Франція одразу ж не виведе з Малі війська, на неї чекає поганий кінець».
В транспортуванні французьких військових та військової техніки брали участь і українські літаки: Ан-124 «Руслан» компанії «Авіалінії Антонова» у рамках програми НАТО SALIS та Ан-225 «Мрія».